# أنجيلا جونسون
أنجيلا جونسون (بالإنجليزية: Angela Johnson)‏ هي كاتِبة وكاتبة للأطفال أمريكية، ولدت في 18 يونيو 1961 في توسكيجي في الولايات المتحدة.